# Stéphane Bouillaud
Pour les articles homonymes, voir Bouillaud.
 (octobre 2012).
Si vous disposez d'ouvrages ou d'articles de référence ou si vous connaissez des sites web de qualité traitant du thème abordé ici, merci de compléter l'article en donnant les références utiles à sa vérifiabilité et en les liant à la section « Notes et références ».
Stéphane Bouillaud est un animateur, producteur et chroniqueur de télévision français né en 1966 à La Rochelle (Charente-Maritime). Il a notamment présenté les trois premières saisons de L'Île de la tentation sur TF1 (2002 à 2004) et le magazine Échappées belles sur France 5. Il est également un réalisateur de documentaires.

## Animateur-producteur et chroniqueur
Formé à l'EFAP, Stéphane Bouillaud est d'abord chroniqueur dans les émissions Nulle part ailleurs présentée par Philippe Gildas sur Canal +[Quand ?] puis à partir de 1994 dans Studio Gabriel présentée par Michel Drucker et diffusée en avant-soirée sur France 2. Il tient une rubrique tout comme Benjamin Castaldi, Laurence Ferrari, Gaël Leforestier, notamment. 
En 1998, il produit le jeu musical Watafon pour la société EtoileTV pour la chaîne Canal Jimmy. 
Il arrive ensuite sur TF1 dans l'émission de reportages sur les célébrités Succès, présentée par Julien Courbet sur TF1 entre janvier 1999 et octobre 2001, dans laquelle il est le « Monsieur Chiffres ».
Au printemps 1999, sur une idée de Gérard Louvin, il forme avec Laurent Mariotte et Olivier Minne, le trio d'animateurs d'Attention, les enfants regardent, un divertissement diffusé en première partie de soirée sur TF1 dans lequel des familles doivent réaliser des défis.
Il devient animateur de
La Caméra embarquée avec Jacques Legros[réf. nécessaire]. De 1999 à 2001 il présente le magazine estival Ça vaut le détour qui propose des reportages chocs, notamment sur des courses-poursuites aux États-Unis. Il est remplacé par la suite par Laurent Mariotte.
Chaque été de 2002 à 2004, il présente l'émission de téléréalité L'Île de la tentation (saisons 1, 2 et 3) diffusée en deuxième partie de soirée sur TF1. Il est alors ici plus exposé médiatiquement en même temps que le programme suscite certaines controverses[réf. nécessaire].
Il présente À la découverte de tous les mondes sur la chaîne Voyage[Quand ?].
En septembre 2006, il est le premier présentateur du magazine de la découverte Échappées belles sur France 5. À partir de décembre de la même année, il anime l'émission en alternance avec Sophie Jovillard. Il quitte le programme en septembre 2007 à la suite d'un désaccord avec la production.

## Documentaires
Il a réalisé, avec Jean-Michel Dufaux, des documentaires sortis en DVD : Bali et ses hôtels de stars, New-York et ses hôtels de stars, Phuket et ses hôtels de stars, Voyage de stars Québec.

## Management
En 2010, il rejoint Canal + Overseas pour lancer un bouquet de chaines au Vietnam, K+.
En 2014 il intègre le management de Lagardère Entertainment en tant que Senior Vice-Président – Asie. 
En janvier 2016, il intègre le groupe Canal+ en tant que Directeur du Développement Digital International. En janvier 2017, il est nommé Directeur International des chaînes thématiques du groupe Canal+,.

## Récompenses
Prix Friends of Thailande 2008, catégorie Media International